# Лыткарино
Лытка́рино — город в Московской области России, на левом берегу реки Москвы (грузовой порт), в 6 км к юго-востоку от Москвы (от МКАД) и в 10 км к югу от города Люберцы. Город областного подчинения, образует одноимённый городской округ.

## История

### Село Лыткарино
В архиве Чудова монастыря была обнаружена дарственная грамота некоей инокини Марфы, в которой говорилось о «селе Лыткорине». Специалисты датировали грамоту 1429 годом.
В XV—XVII веках село Лыткарино принадлежало московскому Чудову монастырю.
С начала XVIII до середины XIX века — владение учителя Петра I Никиты Зотова и его потомков.
Развитию Лыткарина способствовала добыча белого камня в карьере к северу от него и в близлежащем селе Мячково. Работа в каменоломнях являлась основным занятием жителей Лыткарина и окрестных деревень. К концу XIX века в окрестностях Лыткарина было 5 каменоломен.
С 1852 и до 1872 года усадьба Лыткарино принадлежала Елизавете Николаевне Зотовой, жене А. И. Чернышёва, а после её смерти — младшей дочери Марии Александровне Чернышёвой.
В 1890—1917 годах она принадлежала князьям Барятинским.

### Посёлок городского типа Лыткарино
В 1934—1935 годах около села построен завод зеркальных отражателей (с 1939 — Лыткаринский завод оптического стекла (ЛЗОС), для которого в Волкушинском карьере началась добыча кварцевого песка. Вокруг завода в 1935—1940 гг. были построены двухэтажные кирпичные «финские» дома с деревянными балконами. По мере роста посёлка в его черту входят село Петровское, деревни Усадки и Тураево. Летом 1956 года открыт автовокзал, построены три квартала одно- и двухэтажных домов, баня, столовая. В 1936 году проложена мощёная дорога из Лыткарина до Рязанского шоссе (ныне — Лыткаринское шоссе), в 1937 году открыт клуб «Луч».
В 1939 году Лыткарино получает статус посёлка городского типа.
В 1947 году открыта грузовая железнодорожная ветка. В середине 1950-х годов в посёлок пришёл автобусный маршрут № 93 от Лыткарино до Таганской площади Москвы.

### Город Лыткарино
В 1957 году Лыткарино присвоен статус города районного подчинения.
Центр города получает правильную планировку и застраивается четырёх- и пятиэтажными домами. В 1961 году открыт дворец культуры «Мир». В 1960-е годы в южной части города создаётся промышленная зона Тураево, где размещаются предприятия авиационной промышленности. В 1974 году прекратили добычу песка в Волкушинском карьере; его благоустроили, он заполнился водой и превратился в озеро с песчаными пляжами.
В 1975 году город перешёл из районного в областное подчинение.
Вдоль поймы реки Москвы до сих пор сохраняются деревенские дома бывшего села.

## Население
| 1859    | 1926    | 1929    | 1939    | 1959    | 1964    | 1967    | 1970    | 1979    | 1987    | 1989    | 1992    |
| ------- | ------- | ------- | ------- | ------- | ------- | ------- | ------- | ------- | ------- | ------- | ------- |
| 400     | ↗800    | →800    | ↗6366   | ↗25 145 | ↗31 000 | ↗33 000 | ↗39 144 | ↗46 889 | ↗51 000 | ↘50 968 | ↗51 700 |
| 1996    | 1998    | 2002    | 2003    | 2005    | 2006    | 2007    | 2009    | 2010    | 2011    | 2012    | 2013    |
| ↘50 600 | ↘50 300 | ↗50 798 | ↗50 800 | ↗50 900 | ↗51 300 | ↗51 600 | ↗52 012 | ↗55 237 | ↘55 200 | ↗55 704 | ↗55 780 |
| 2014    | 2015    | 2016    | 2017    | 2018    | 2019    | 2020    | 2021    | 2023    | 2024    |         |         |
| ↗56 050 | ↗56 360 | ↗57 076 | ↗57 565 | ↗57 946 | ↗58 606 | ↗59 150 | ↗65 212 | ↗66 079 | ↗66 526 |         |         |

На 1 января 2025 года по численности населения город находился на 241-м месте из 1124 городов Российской Федерации.
Национальный состав
По итогам переписи населения 2020 года проживали следующие национальности (национальности менее 0,1 % и другое, см. в сноске к строке «Другие»):
| Национальность | Численность, чел. | Доля     |
| -------------- | ----------------- | -------- |
| Русские        | 57 882            | 88,76%   |
| Украинцы       | 424               | 0,65 %   |
| Армяне         | 355               | 0,54 %   |
| Татары         | 264               | 0,40 %   |
| Узбеки         | 174               | 0,27 %   |
| Азербайджанцы  | 172               | 0,26 %   |
| Таджики        | 126               | 0,19 %   |
| Молдаване      | 123               | 0,19 %   |
| Киргизы        | 104               | 0,16 %   |
| Грузины        | 97                | 0,15 %   |
| Мордва         | 76                | 0,12 %   |
| Другие         | 5415              | 8,31 %   |
| Итого          | 65 212            | 100,00 % |

## Городской округ Лыткарино

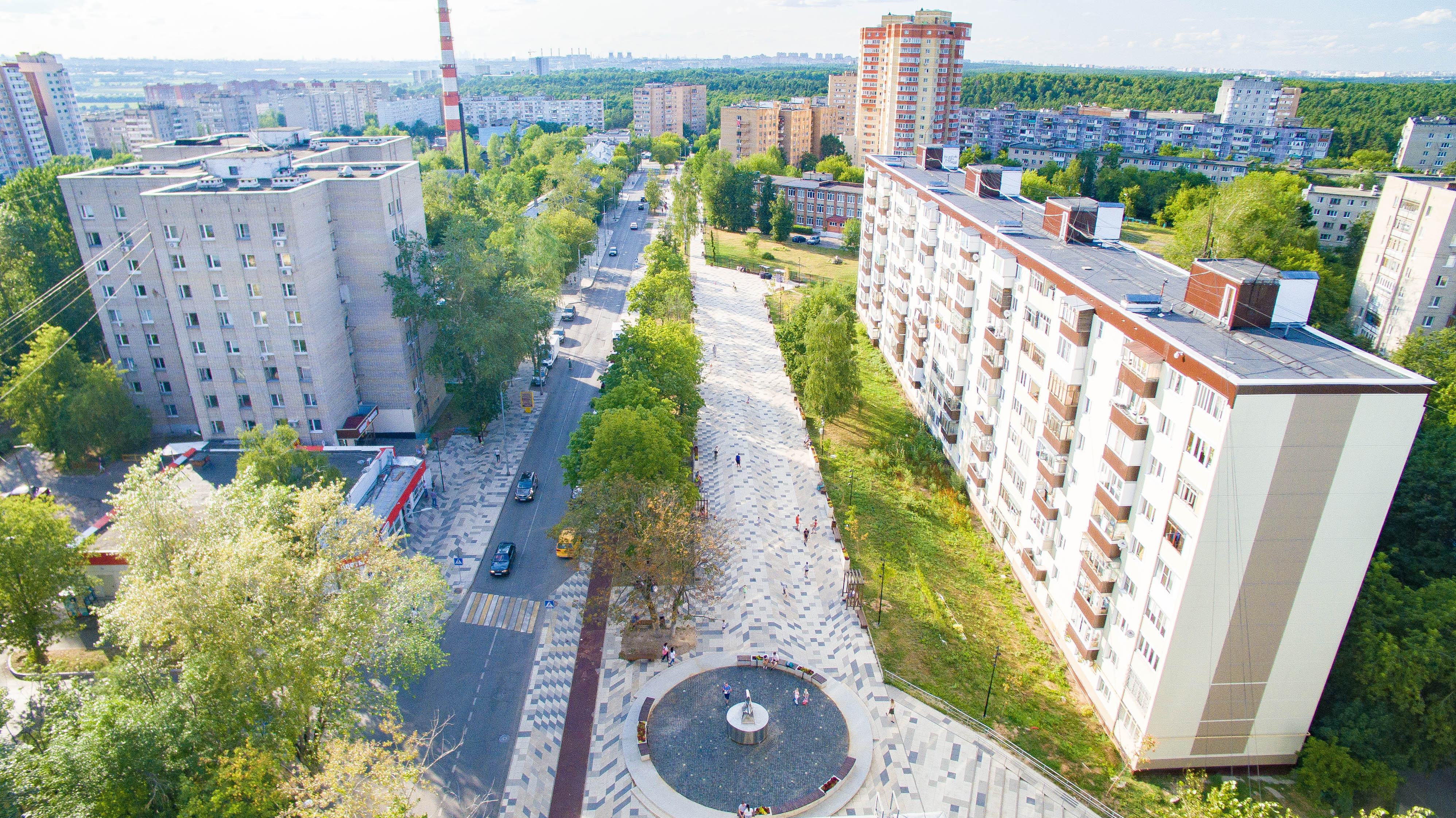
Аллея на Спортивной улице

В ходе реализации Федерального закона «Об общих принципах организации местного самоуправления в Российской Федерации» (№ 131-ФЗ от 6 октября 2003 года, вступил в силу 1 января 2006 года) в Московской области были созданы муниципальные образования. В 2004 году был принят закон Московской области «О наделении муниципального образования „Город Лыткарино Московской области“ статусом городского округа …». В состав Городского округа Лыткарино вошёл 1 населённый пункт — город Лыткарино. В настоящее время утверждён градостроительный план города, в рамках которого предусмотрено строительство увеличение жилищного строительства на 400 тыс. м². В частности, новое жилищное строительство намечается в микрорайонах 1,2,3,4,6. Вследствие нового строительства, население города должно увеличиться более чем в два раза, до 150 тыс. жителей.

### Географические данные
Площадь городского округа — 1729 га.
Муниципальное образование граничит:
- с Раменским городским округом (на юго-востоке, востоке, юге),
- с городским округом Дзержинский (на северо-западе),
- с городским округом Люберцы (на севере и северо-востоке),
- с Ленинским городским округом (на юге и юго-западе).

### Органы власти
Органами власти городского округа являются:
- Совет депутатов городского округа (Совет депутатов города) — выборный представительный орган местного самоуправления, в состав которого входят 20 человек, избираемых по 4 многомандатным округам сроком на 5 лет[37],
- Глава городского округа (глава города) — избирается сроком на 5 лет[38], является также главой администрации[39],
- Администрация городского округа (администрация города) — исполнительно-распорядительный орган местного самоуправления[40],
- Контрольно-ревизионное управление городского округа — контрольный орган городского округа[41].

Глава города Лыткарино, глава администрации — Кравцов Константин Анатольевич.
Председатель Совета депутатов — Серёгин Евгений Викторович.

## Экономика
В городе действуют следующие основные предприятия:
- Лыткаринский завод оптического стекла (ЛЗОС холдинга «Швабе»);
- Фармацевтический завод «Биодез» (входит в состав «Биотэк»).
- Производство стройматериалов;
- Пищевая промышленность (Лыткаринский мясоперерабатывающий завод (ЛМПЗ), входит в группу компаний «РУЗКОМ» и др.);
- Авиационная промышленность:
  - Научно-испытательный центр ЦИАМ;
  - ОАО «Тураевское машиностроительное конструкторское бюро „Союз“»;
  - Лыткаринский машиностроительный завод — филиал ПАО «ОДК-УМПО»;
- Приборостроение:
  - Научно-исследовательский институт приборов (НИИП).
- Производство спецтехники:
  - Лыткаринский механический завод (ЛМЗ)

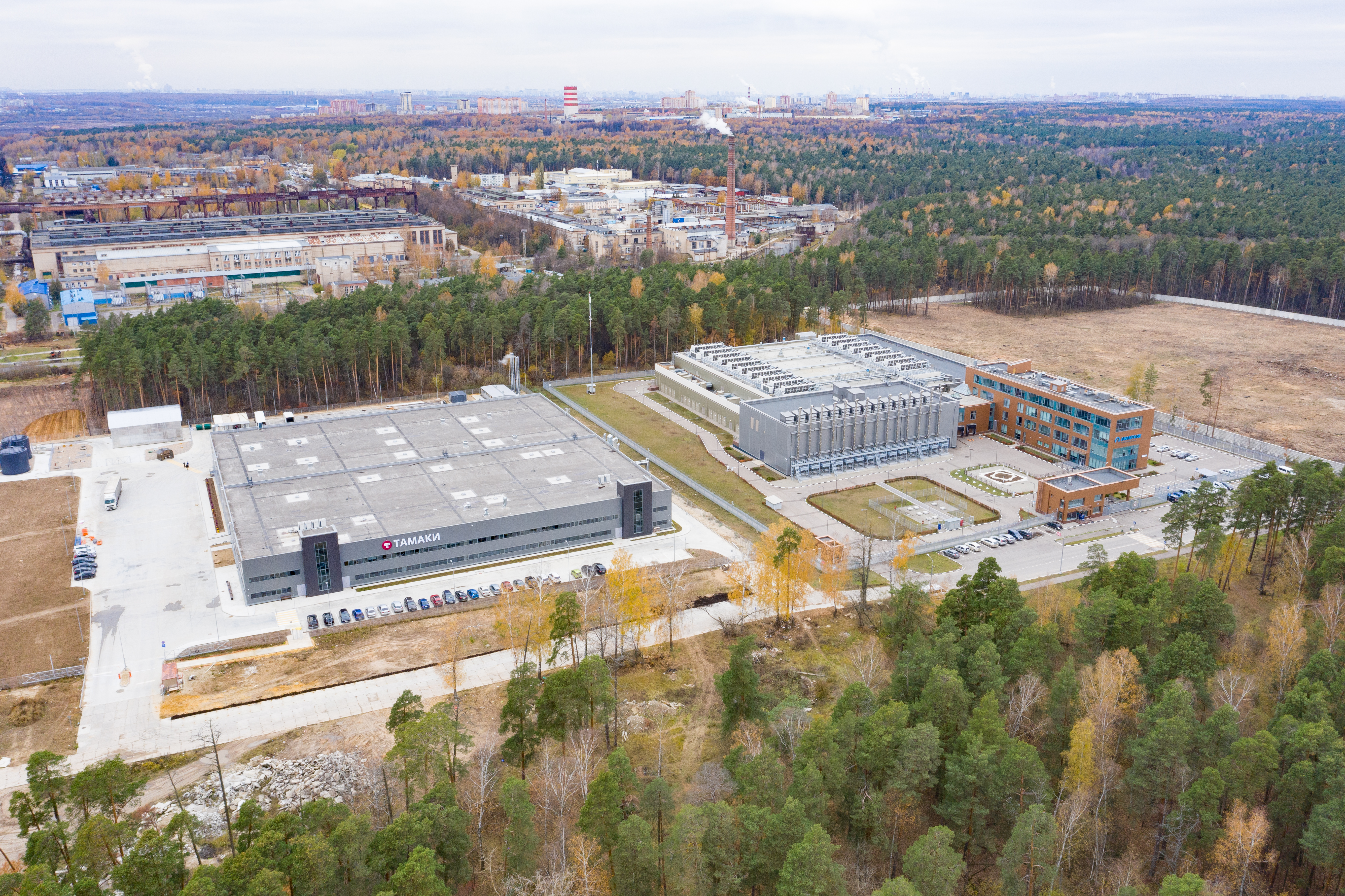
Индустриальный парк «Лыткарино»

Для улучшения инвестиционных условий и развития бизнес на территории городского округа создана специализирована территория Индустриальный парк «Лыткарино»:
- В 2014—2017 годах построен ЦОД «Авантаж»;
- В 2023 завершено строительство компании ООО «Европродукт», занимающейся выпуском продуктов и ингредиентов для японской кухни;
- Ведётся строительство индустриально-складского комплекса формата Light Industrial;
- В июне 2023 губернатор Московской области Андрей Воробьёв подписал соглашение о строительстве в Лыткарино транспортно-логистического комплекса белорусской компании «Юнивест»

В окрестностях города есть месторождения кварцевого песка, применяемого в стекольной промышленности.

## Транспорт

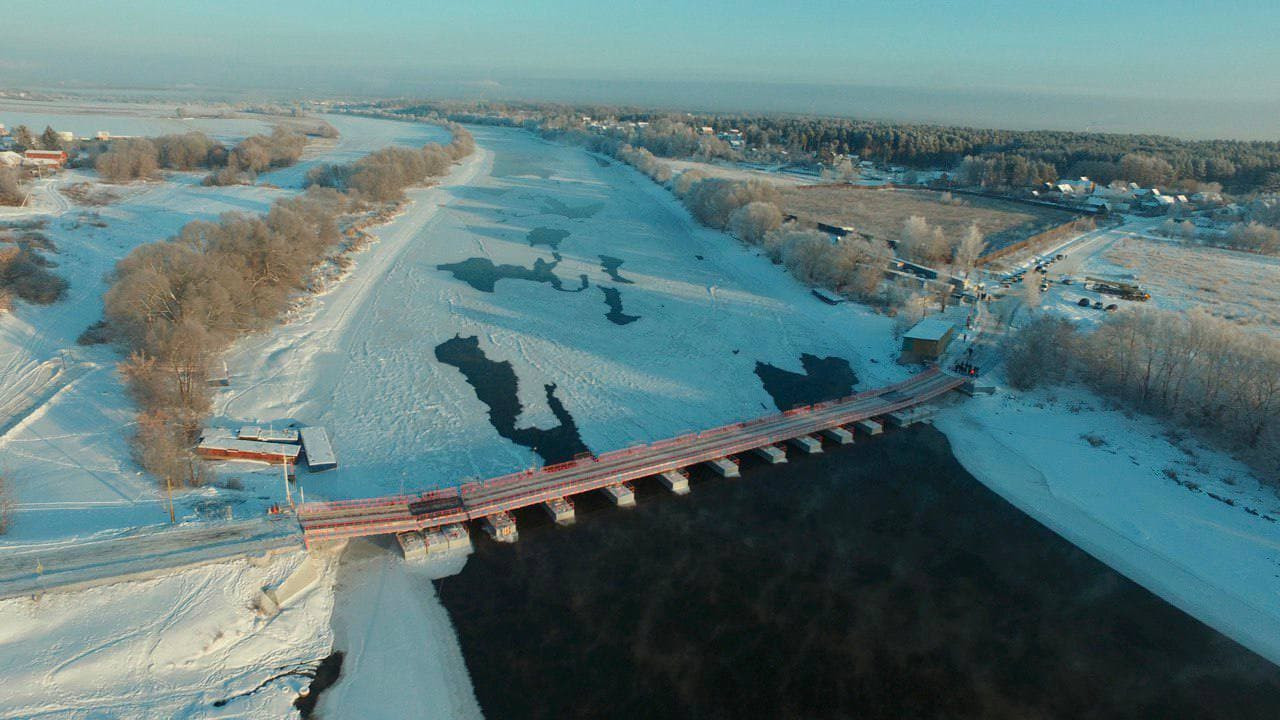
Река в городском округе Лыткарино

Имеются 4 внутригородских автобусных маршрута. Город связан:
- с Москвой маршрутным такси (№ 1266к до метро «Кузьминки» с весны 2007 года, № 393к до метро «Лермонтовский проспект» (с января 2008 года до 19 августа 2023 года[43] — до метро «Выхино»), с января 2008 года — № 518к до метро «Люблино») и регулярным автобусным сообщением (№ 348 до метро «Котельники»).
- с Люберцами (№ 22, 25)
- с Томилино (№ 29).

В город со стороны Новорязанского шоссе ведёт автодорога, проложенная в конце 1930-х годов через лес.
Также попасть в Москву можно и через Петровское и Дзержинский, по дороге вдоль Москвы-реки. 21 сентября 2015 в нескольких километрах открыта станция метро «Котельники».
Город Лыткарино с деревней Андреевское (входит в состав Ленинского района Московской области), расположенной на правом берегу реки Москвы связывает круглогодичная пассажирская речная переправа судами на воздушной подушке компании Логопром — Борский перевоз.

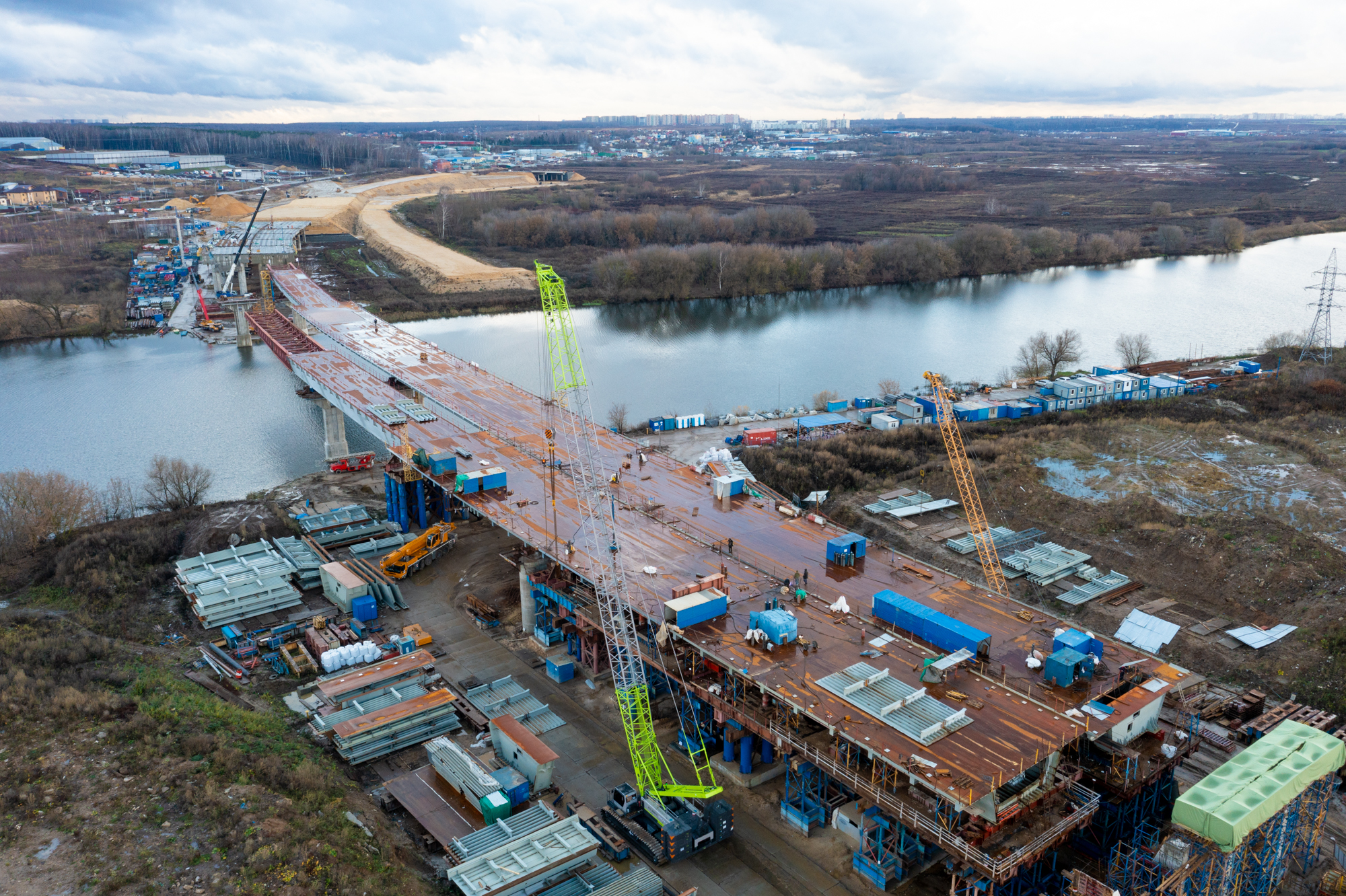
Строительство автодороги ЮЛА в 2023 году

В 2023 году в районе городского округа Лыткарино началось строительство Южно-Лыткаринской автомагистрали (ЮЛА). Новая трасса свяжет городские округа Лыткарино, Ленинский, Люберцы, Раменский и Балашиха, протяжённость - более 45 километров.

## Образование, культура, спорт
В городе действуют семь школ (из них три школы-гимназии); специальная (коррекционная) школа; промышленно-гуманитарный колледж; музыкальная школа.
Работает историко-краеведческий музей. Централизованная библиотечная система города включает в себя 5 библиотек: Центральная городская библиотека, Центральная городская детская библиотека, Городская библиотека ДК «Мир», Городская детская библиотека ДК «Мир», Городская детско-юношеская библиотека «Петровское».
В 2015 году открыт ледовый комплекс «Лыткарино».
В 2018 году открыт многофункциональный дворец спорта «Арена Лыткарино».

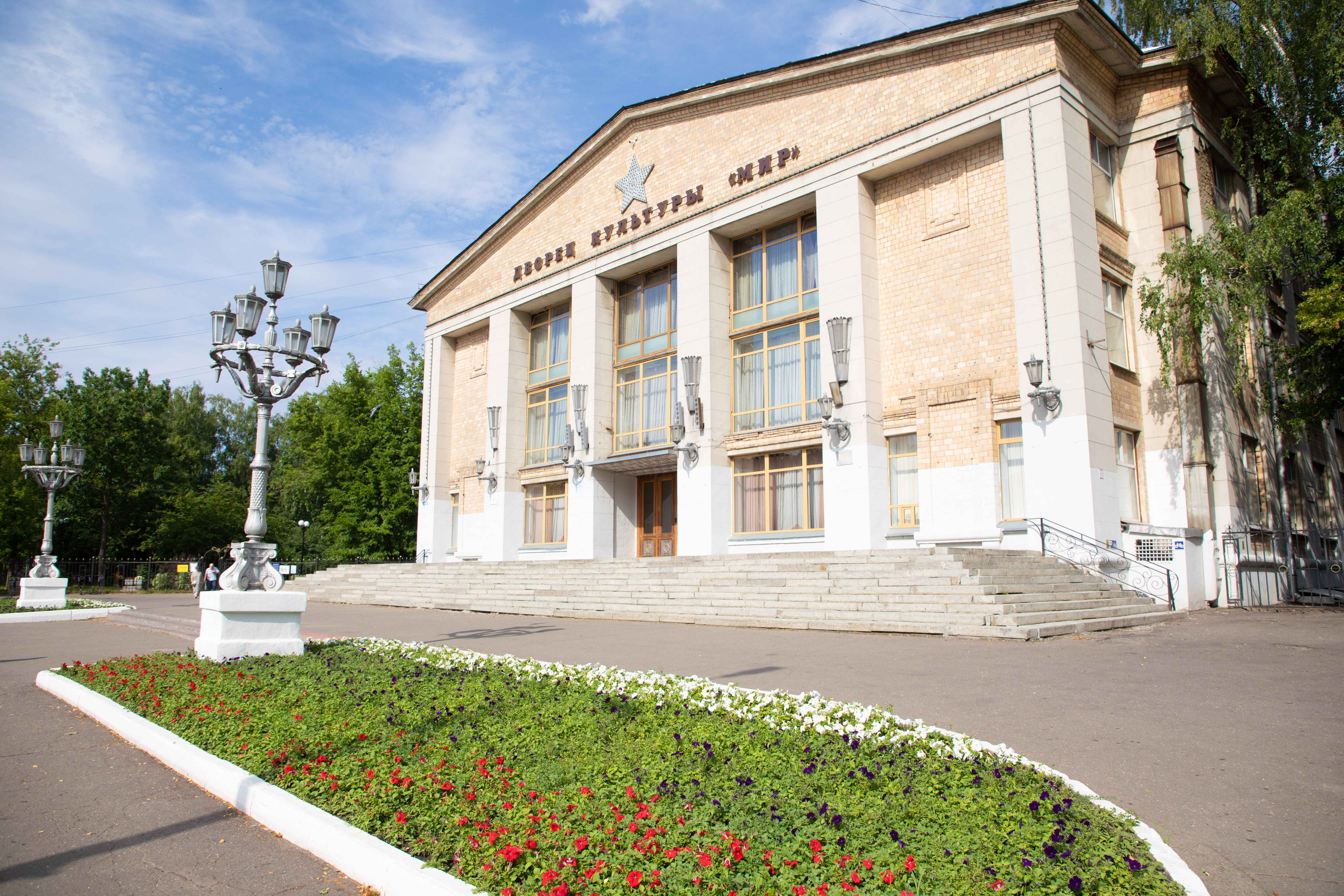
Дворец культуры «Мир» на главной площади Лыткарино

## Достопримечательности и туризм
- Усадьба Лыткарино:

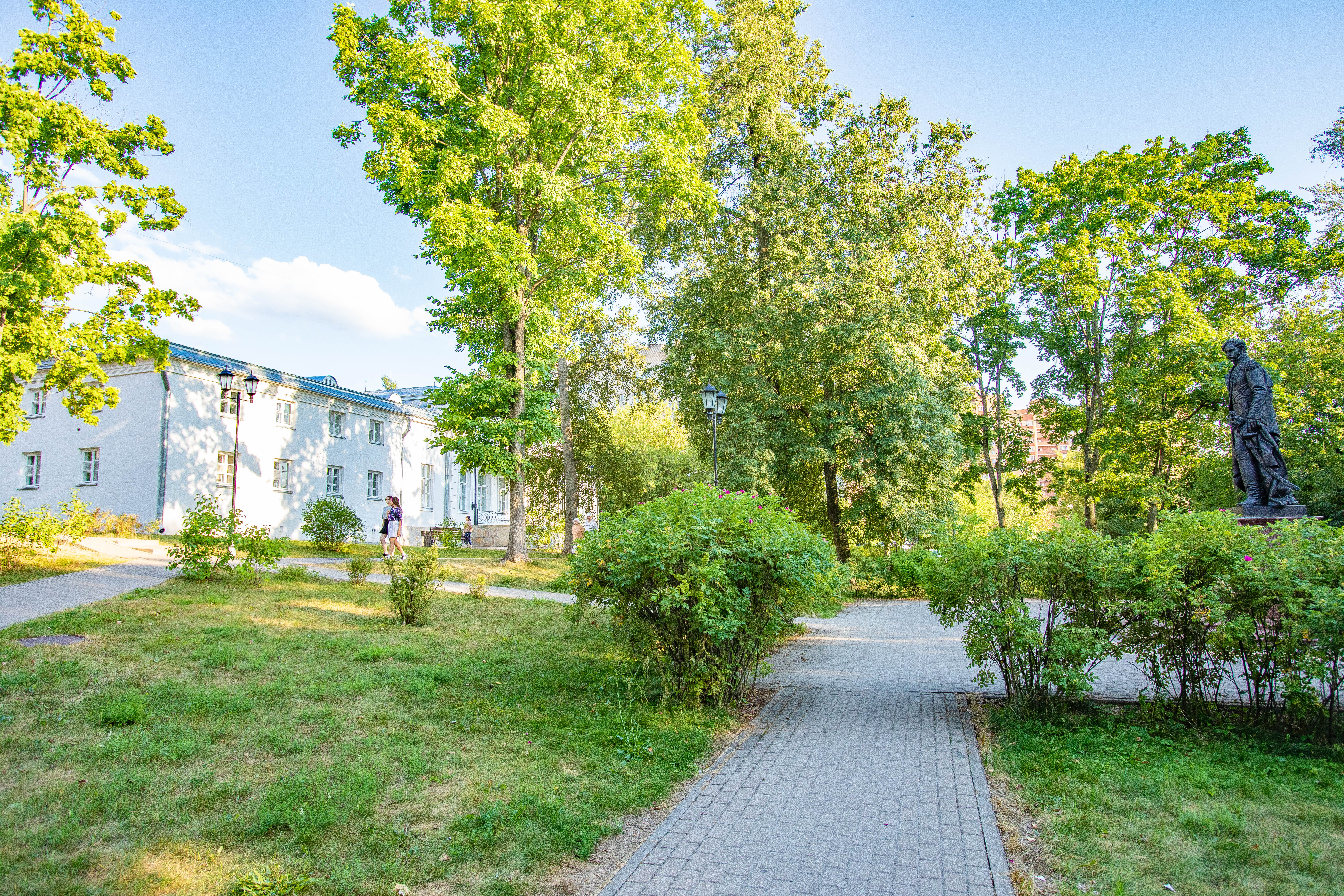
Парк усадьбы «Лыткарино»

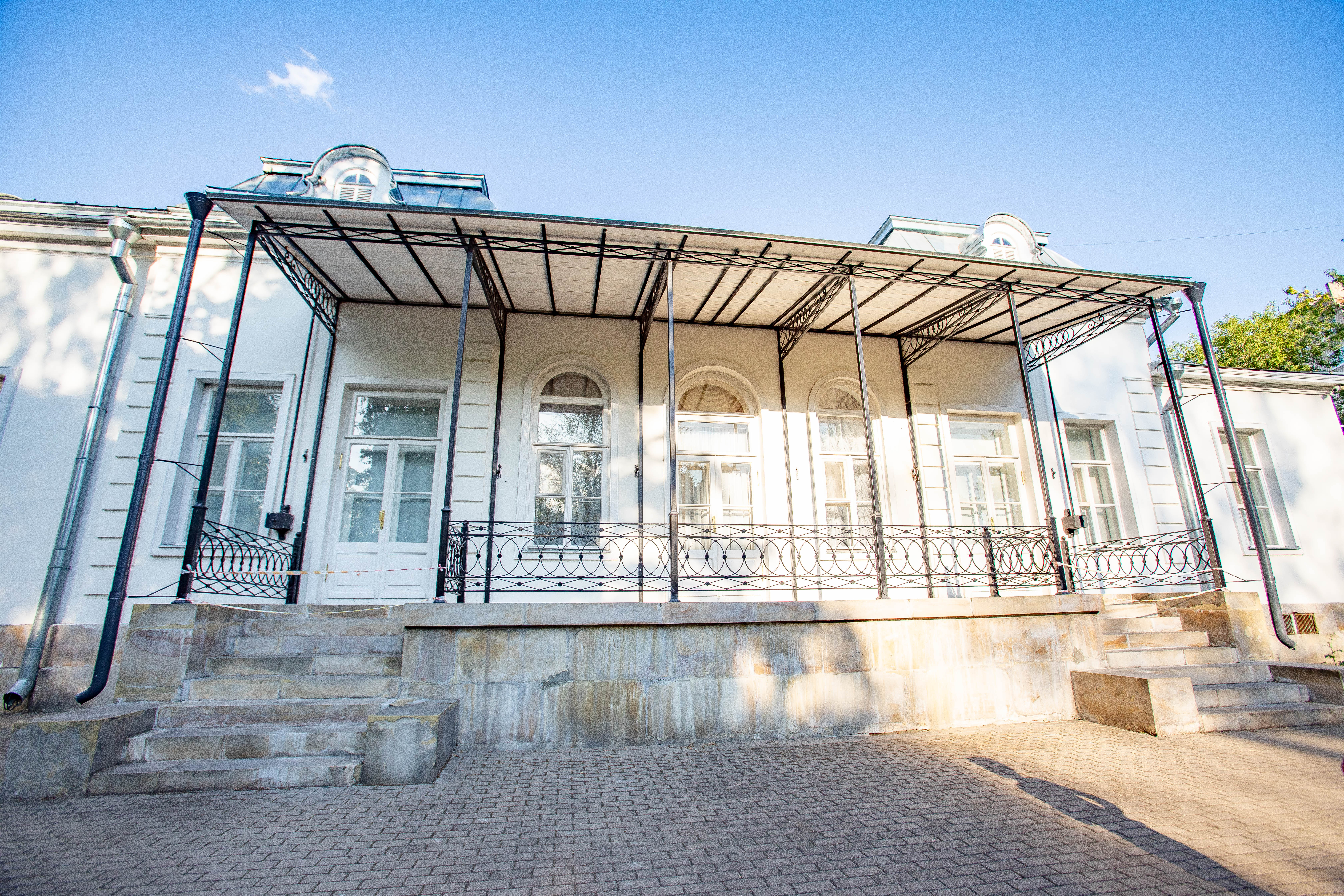
Усадьба «Лыткарино»

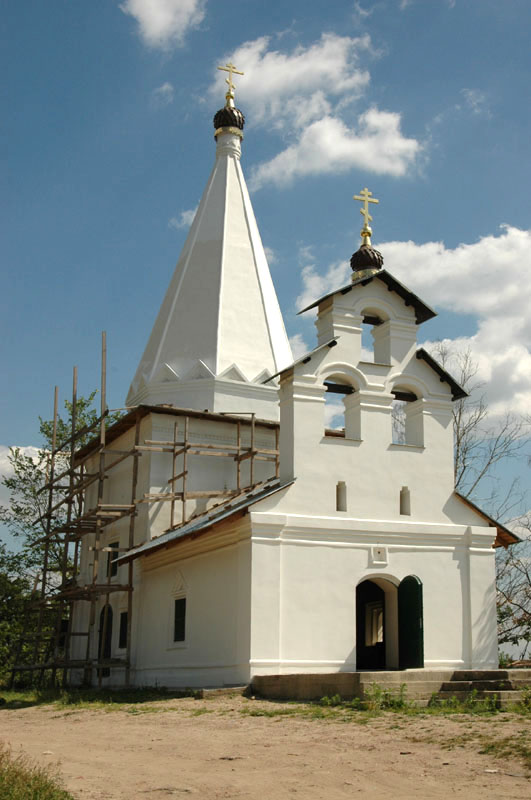
Никольская церковь в Петровском

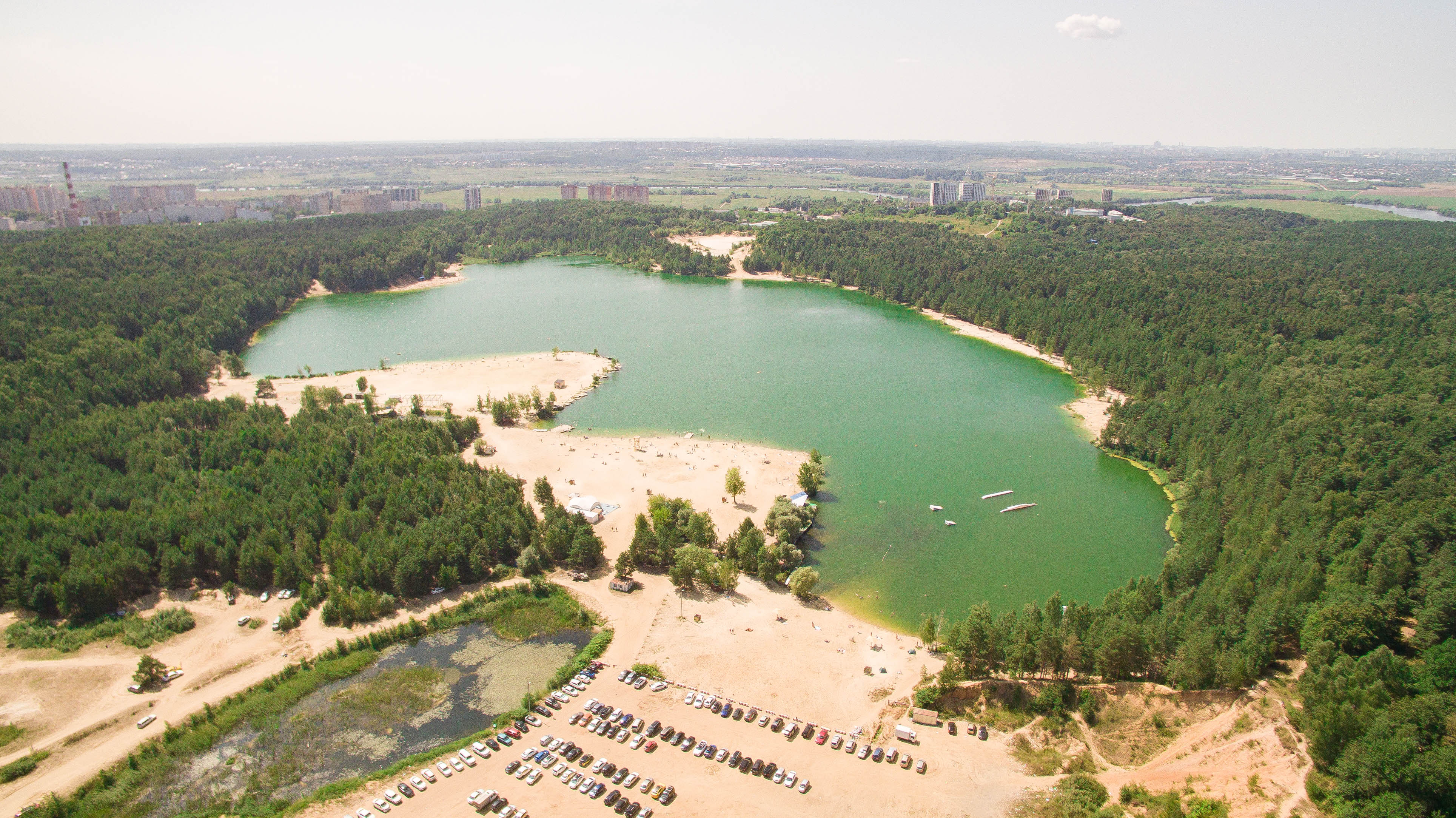
Лыткаринский карьер Волкуша

  - Главный дом бывшей усадьбы Зотова, позднее князей Чернышёвых 1840-х годах, перестроенный в 1880 и 1956, в нём располагается Лыткаринский историко-краеведческий музей[45]. Постройка, сохранившаяся от бывшей усадьбы Лыткарино, — это дом для прислуги, «людская». Сооружена она в 1846 году помещиком, владевшим Лыткарино в первой половине XIX века. Позднее, вплоть до 1917 года, когда усадьбой владели Чернышвы, в здании размещалась школа. Деревянный, одноэтажный усадебный дом с антресолями был выстроен в стиле ампир. Его план «покоем» усложнен открытой каменной террасой со стороны паркового фасада. Здание сложной композиции, сочетающей основную прямоугольную часть и одинаковые несколько пониженные крылья. Две небольшие антресоли помещены на продольной оси здания по сторонам центрального вестибюля. Гранитная терраса со стороны западного фасада имеет две лестницы. В парке проложены пешеходные дорожки, устроены газоны и высажена газонная трава. Установлены фонари освещения, скамейки. На своём историческом месте и на подлинном постаменте восстановлены солнечные часы. К 200-летию победы России в Отечественной войне 1812 года в парке торжественно открыт памятник князю.
  - В 2021 году после длительной реставрации состоялось открытие главного здания усадьбы, которому был возвращён исторический облик по состоянию на конец XIX века.
- Интерактивный оптический центр «Лыткарино», открытый на базе завода ЛЗОС.
- Мемориал погибшим воинам в Великой Отечественной войне «Звезда израненная».
- Памятник Солдату на территории гимназии № 1.

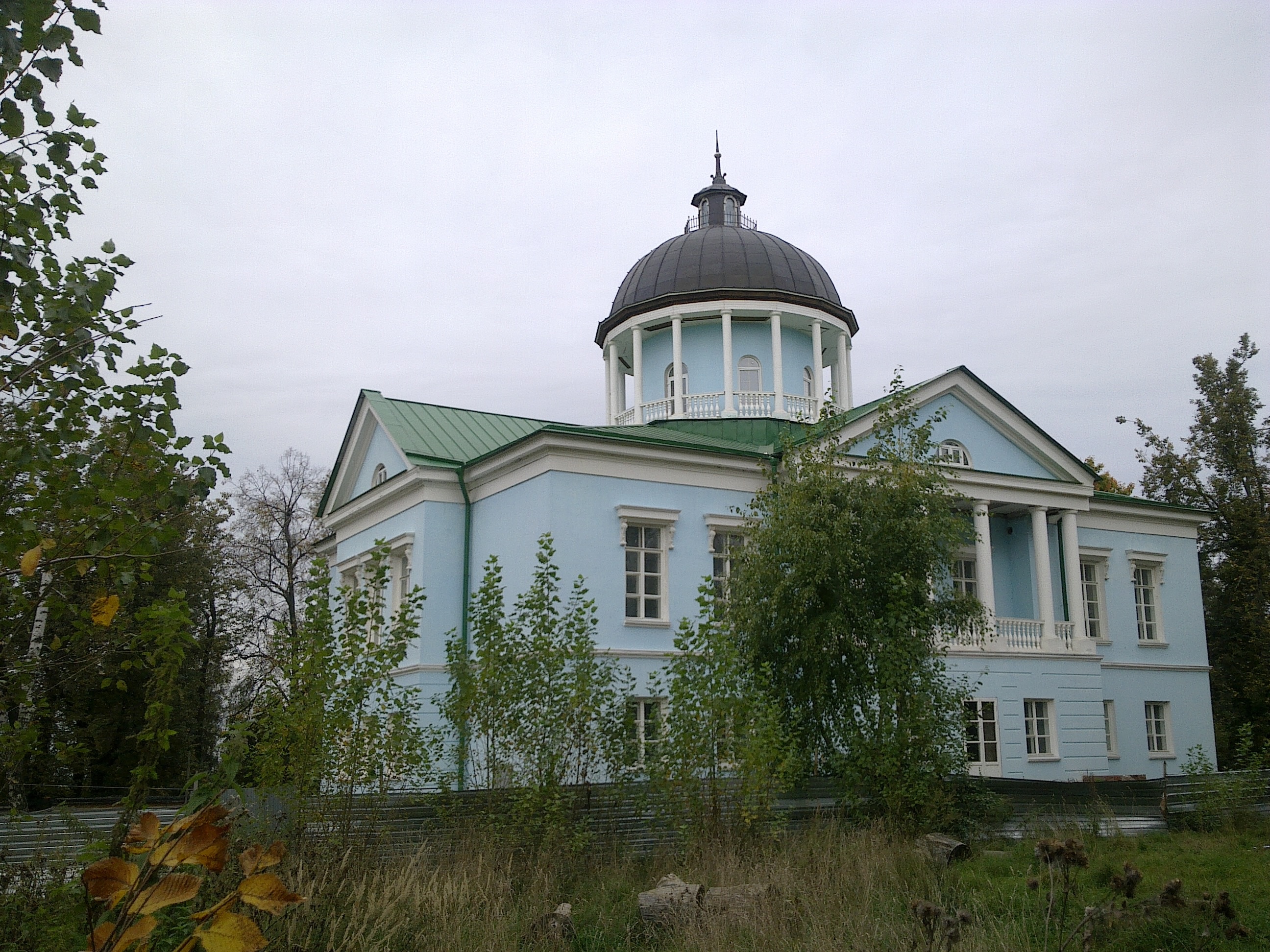
Усадьба «Петровское», главный дом

- Усадьба Петровское (в северной части города, в бывшем селе, а ныне микрорайоне Петровском):
  - Никольская шатровая церковь (между 1680 и 1691) со звонницей, построенная тогдашним владельцем села — И. М. Милославским.
  - Петропавловская церковь (1798—1805) в стиле классицизм, построенная тогдашними владельцами села — заводчиками Демидовыми.
  - Главный дом бывшей усадьбы Демидовых, Чернышёвых, Барятинских (конец XVIII — начало XIX веков, перестроен после пожара в 1959).
  - Приусадебный террасно-ландшафтный парк. В настоящее время находится в удовлетворительном состоянии.
  - Из Петровского открывается вид на шатровую Преображенскую церковь села Остров, расположенную на противоположном берегу реки Москвы.
- Бывшая деревня Тураево (в южной части города):
  - Церковь Рождества Пресвятой Богородицы (1905—1907, принадлежит общине старообрядцев Белокриницкого согласия).